# Wahlen in Uruguay 1962
- FIDEL: 3
- PUP: 2
- PDC: 3
- PC: 44
- PN: 47

- FIDEL: 1
- PC: 14
- PN: 15

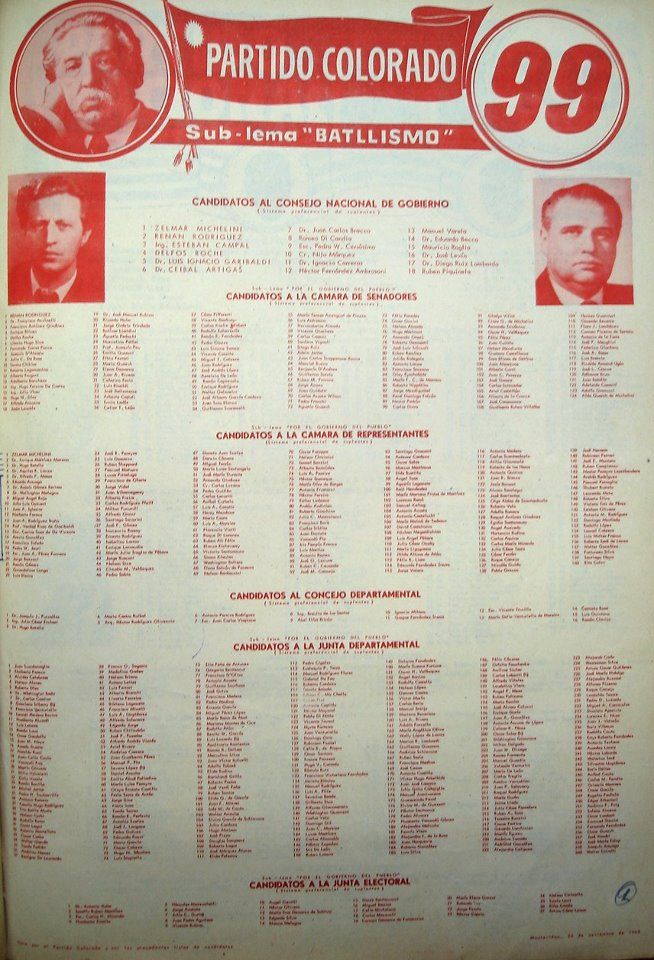
Liste 99 bei den Parlamentswahlen

Die Regierungs- und Parlamentswahlen in Uruguay 1962 fanden am Sonntag, den 25. November 1962 statt.
Aus den gleichzeitig stattfindenden Regierungs- und Parlamentswahlen ging die Partido Nacional, der drei Sublemas angehörten, als Sieger hervor. Die Partido Colorado, der vier Sublema angehörten, unterlag vier Jahre nach dem historischen Wahlsieg der Blancos erneut.
Bei den Wahlen, deren Wahlsystem nach der relativen Mehrheit im Lema-System ausgerichtet war, wurde sowohl die Kollegialexekutive, der sogenannten Consejo Nacional de Gobierno (CNG), als auch die Abgeordneten und Senatoren im Rahmen einer Verhältniswahl für eine Amtszeit von vier Jahren gewählt. Am 1. März 1963 trat der Consejo Nacional de Gobierno mit einer Ubedoxia-Mehrheit die Amtsgeschäfte an. Dies war eine aus Unión Blanca Democrática und dem orthodoxen Herrerismus bestehende Allianz. Letzterem gehörten beispielsweise Víctor Haedo, Alberto Heber und Luis Giannattasio an. Der CNG setzte sich dabei aus neun Mitgliedern zusammen. Diese Ratsmitglieder wurden – im Verhältnis 2:1 (sechs Ratsmitglieder / drei Ratsmitglieder) – von dem stärksten Sublema der Mehrheitspartei (also der Partido Nacional) und den beiden in der Minderheitspartei die Mehrheit auf sich vereinigenden Gruppen gestellt.
Die Sitzverteilung für das Abgeordnetenhaus stellte sich wie folgt dar:
- Partido Nacional: 47,5 % (die beiden stärksten Sublema: Unión Blanca Democrática: 20,2 %; Herrera - Por la Reforma: 20,2 %)
- Partido Colorado: 44,4 % (die beiden stärksten Sublema: Por la Unión del Partido: 28,3 %; Unión Colorada y Batllista: 7,1 %)
- andere Parteien: 8,1 %

Die Sitzverteilung in der Cámara de Senadores:
- Partido Nacional: 48,2 %
- Partido Colorado: 45,2 %
- andere Parteien: 6,4 %